# Eindeloos
Eindeloos is een computerspel dat werd ontwikkeld door de Nederlanders Cees Kramer en John Vanderaart van Radarsoft.
Het spel werd uitgebracht in 1985 voor de Commodore 64 en een jaar later voor de MSX-computer. Ook werd het spel uitgebracht in Engeland (Endless), Frankrijk (Infinis) en Duitsland (Endlos).
De speler moet met een helikopter door een doolhof vliegen. De bedoeling is de uitgang in de vorm van een hart te vinden. Het vloeiende scrollen (smoothscrolling) was uniek in die tijd.

## Platforms
| Jaar | Platform     |
| ---- | ------------ |
| 1985 | Commodore 64 |
| 1986 | MSX          |